# Chiesa cattolica in Honduras
La Chiesa cattolica in Honduras è parte della Chiesa cattolica, sotto la guida spirituale del Papa e della Santa Sede.

## Organizzazione territoriale

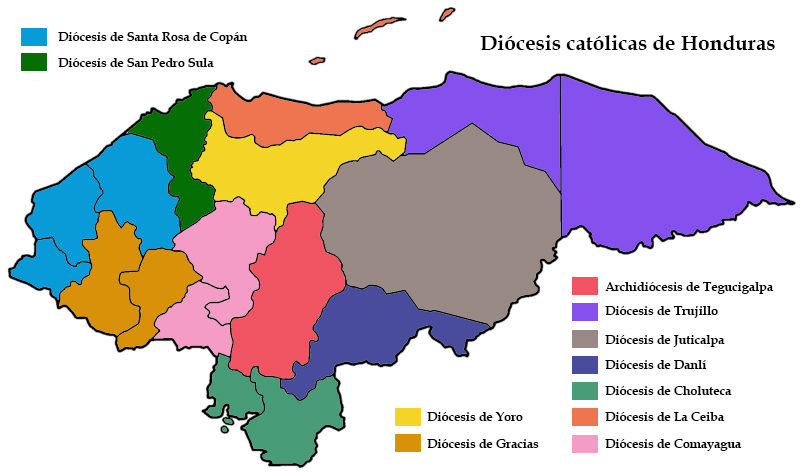
Mappa delle diocesi cattoliche dell'Honduras.

La Chiesa cattolica è presente sul territorio con 2 sedi metropolitane e 9 diocesi suffraganee.
- Arcidiocesi di Tegucigalpa
  - Diocesi di Choluteca
  - Diocesi di Comayagua
  - Diocesi di Danlí
  - Diocesi di Juticalpa
- Arcidiocesi di San Pedro Sula
  - Diocesi di Gracias
  - Diocesi di La Ceiba
  - Diocesi di Santa Rosa de Copán
  - Diocesi di Trujillo
  - Diocesi di Yoro

Nel 2001 fu creato il primo cardinale honduregno, l'allora arcivescovo di Tegucigalpa Óscar Rodríguez Maradiaga.

## Nunziatura apostolica
L'internunziatura apostolica dell'America Centrale fu istituita nel 1908. Essa comprendeva le chiese cattoliche dei seguenti stati del Centro-America: Costa Rica, Guatemala, Honduras, Nicaragua, Panama e El Salvador.
Il 30 settembre 1933 è nata la nunziatura apostolica di Honduras e El Salvador, che nel 1938 è stata rinominata in nunziatura apostolica di Honduras.

### Nunzi apostolici
- Albert Levame † (24 gennaio 1934 - 1938 nominato nunzio apostolico in El Salvador)
- Federico Lunardi † (31 ottobre 1938 - 1947 dimesso)
- Liberato Tosti † (4 ottobre 1948 - 1949 dimesso)
- Antonio Taffi † (9 gennaio 1950 - 1958 dimesso)
- Sante Portalupi † (29 gennaio 1959 - 27 settembre 1967 nominato delegato apostolico in Libia)
- Lorenzo Antonetti † (23 febbraio 1968 - 29 giugno 1973 nominato pro-nunzio apostolico nello Zaire)
- Gabriel Montalvo Higuera † (14 giugno 1974 - 18 marzo 1980 nominato pro-nunzio apostolico in Algeria e Tunisia e delegato apostolico in Libia)
- Andrea Cordero Lanza di Montezemolo † (25 ottobre 1980  - 1º aprile 1986 nominato nunzio apostolico in Uruguay)
- Francesco De Nittis † (10 aprile 1986 - 25 giugno 1990 nominato nunzio apostolico in Uruguay)
- Manuel Monteiro de Castro (21 agosto 1990 - 12 aprile 1991 dimesso)
- Luigi Conti † (12 aprile 1991  - 15 maggio 1999 nominato nunzio apostolico in Turchia e Turkmenistan)
- George Panikulam (4 dicembre 1999 - 3 luglio 2003 nominato nunzio apostolico in Mozambico)
- Antonio Arcari (18 luglio 2003 - 12 dicembre 2008 nominato nunzio apostolico in Mozambico)
- Luigi Bianco (12 gennaio 2009 - 12 luglio 2014 nominato nunzio apostolico in Etiopia)
- Novatus Rugambwa (5 marzo 2015 - 29 marzo 2019 nominato nunzio apostolico in Nuova Zelanda e delegato apostolico nell'Oceano Pacifico)
- Gábor Pintér (12 novembre 2019 - 27 luglio 2024 nominato nunzio apostolico in Nuova Zelanda)
- Simón Bolívar Sánchez Carrión, dal 15 ottobre 2024

## Conferenza episcopale
La Conferenza è uno dei membri del Consiglio episcopale latinoamericano (CELAM).

Elenco dei Presidenti della Conferenza episcopale di Honduras:
- Arcivescovo Héctor Enrique Santos Hernández, S.D.B. (1963 - 1993)
- Vescovo Raúl Corriveau, P.M.E. (1993 - 1996)
- Cardinale Óscar Rodríguez Maradiaga, S.D.B. (1996 - 13 giugno 2016)
- Vescovo Ángel Garachana Pérez, C.M.F. (13 giugno 2016 - 8 giugno 2022)
- Vescovo Roberto Camilleri Azzopardi, O.F.M. (8 giugno 2022 - 17 ottobre 2023)
- Arcivescovo José Vicente Nácher Tatay, C.M., dal 7 novembre 2023

Elenco dei Vicepresidenti della Conferenza episcopale di Honduras:
- Vescovo Ángel Garachana Pérez, C.M.F. (2007 - 13 giugno 2016)
- Vescovo Guy Charbonneau, P.M.E. (13 giugno 2016 - 8 giugno 2022)
- Vescovo Darwin Rudy Andino Ramírez, C.R.S., dall'8 giugno 2022

Elenco dei Segretari generali della Conferenza episcopale di Honduras:
- Vescovo Luis Felipe Solé Fa, C.M. (2007 - 13 giugno 2016)
- Vescovo Héctor David García Osorio (13 giugno 2016 - 6 giugno 2019)
- Presbitero Emigdio Duarte Figueroa, dal 6 giugno 2019[1][2]